# Arquitectura religiosa

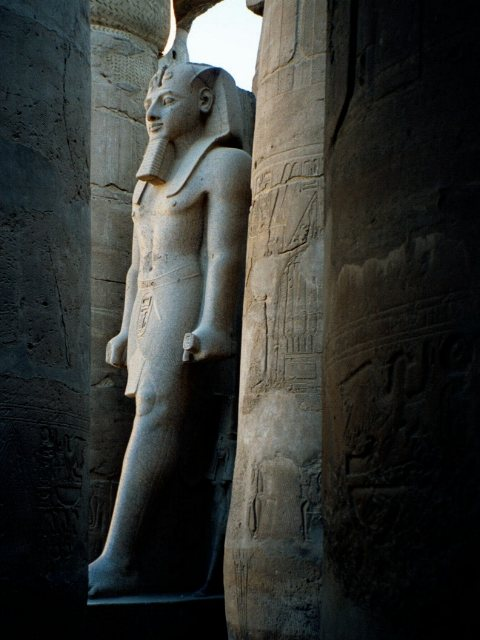
Estructuras que exceden con creces la duración de la vida de un ser humano perduran en Karnak 3400 años luego de su construcción.

La arquitectura religiosa se ocupa del diseño y la construcción de los espacios de culto sagrados o espacios de oración, tales como iglesias, mezquitas, estupas, sinagogas y templos. Muchas culturas han dedicado gran cantidad de recursos a su arquitectura religiosa, y sus lugares de culto y espacios sagrados se encuentran entre las edificaciones más impresionantes y perdurables que ha creado la humanidad. Por dicha razón, la disciplina occidental de Historia de la Arquitectura sigue en buena medida la historia de la arquitectura religiosa desde las épocas más remotas hasta por lo menos el período Barroco. La geometría sacra, la iconografía y el uso de sofisticadas semióticas tales como signos, símbolos y motivos religiosos son endémicos en la arquitectura religiosa. 
Las edificaciones religiosas a menudo evolucionaron durante períodos de varios siglos y eran las mayores construcciones del mundo, antes de la existencia de los modernos rascacielos. Mientras que los diversos estilos empleados en la arquitectura religiosa a veces reflejan tendencias de otras construcciones, estos estilos también se mantenían diferenciados de la arquitectura contemporánea utilizada en otras edificaciones. Con el ascenso de las religiones monoteístas, los edificios religiosos se fueron convirtiendo en mayor medida en centros de oración y meditación. 

## Aspectos espirituales de la arquitectura religiosa
A veces la arquitectura religiosa es llamada espacio sacro. El arquitecto Norman L. Koonce ha sugerido que el objetivo de la arquitectura religiosa es hacer "transparente la frontera entre la materia y la mente, la carne y el espíritu." Comentando sobre la arquitectura religiosa el ministro protestante Robert H. Schuller, ha sugerido que "para estar sano psicológicamente, los seres humanos necesitan experimentar su entorno natural —el entorno para el que fueron diseñados, que es el jardín." En tanto, Richard Kieckhefer sugiere que entrar en un edificio religioso es una metáfora de entrar en una relación espiritual. Kieckhefer sugiere que el espacio sacro puede ser analizado mediante tres factores que afectan el proceso espiritual: el espacio longitudinal enfatiza la procesión y regreso de los actos sacramentales, el espacio de auditorio es sugestivo de la proclamación y la respuesta, y las nuevas formas del espacio comunal diseñado para reunirse depende en una gran medida en una escala minimizada para lograr una atmósfera de intimidad y de participación en la oración.

## Morada de los dioses
En los cultos que veneran a los dioses, ellos son objetos e iconos y seres más allá de ellos (trascendentes). Se los puede encontrar en el edificio sagrado pero el propio edificio no puede albergarlos. La arquitectura sagrada es, en parte, un intento de capturar la presencia divina.
Las religiones monoteístas hacen hincapié en la naturaleza trascendente y sin forma de Dios. En el judaísmo y el islam, esto se ve muy marcado ya que mezquitas y sinagogas no contienen una representación de Dios, sino que focalizan el culto en su ley cósmica, como aparece escrita en un libro sagrado. En el cristianismo, aunque la iglesia se considera "La casa de Dios", se interpreta que Dios no vive literalmente en ella, sino que se le puede encontrar mejor allí. 
Las sinagogas, mezquitas e iglesias no son casa para un dios, como los santuarios o templos de otras religiones, sino que son casa para la comunidad de creyentes que sigue a ese dios. 
En los enfoques de religiones politeístas, como la religión hindú o la antigua religión griega, los templos sirven para albergar diferentes dioses. 

## Arquitectura cristiana

### Arquitectura bizantina

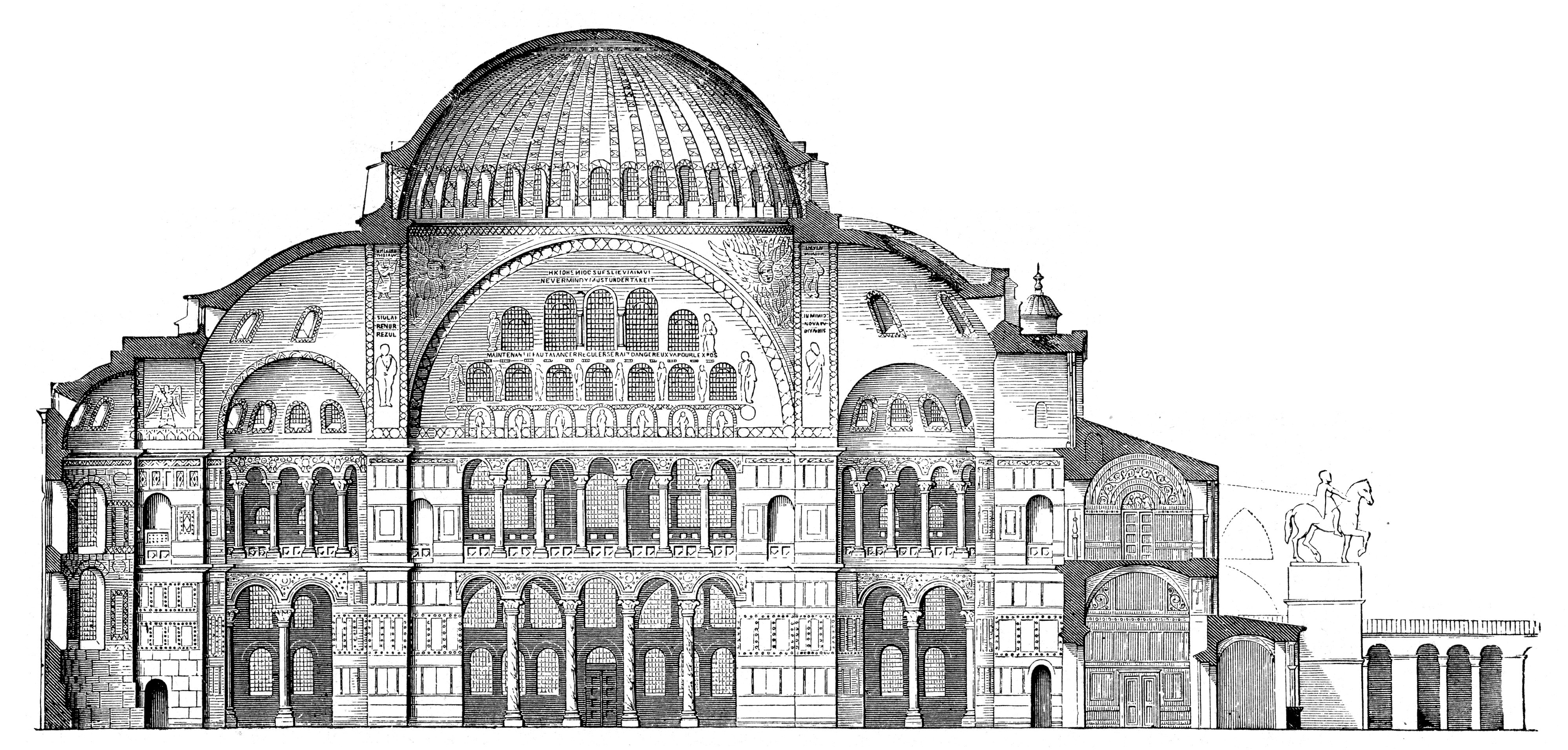
Santa Sofía, la Iglesia de la Santa Sabiduría, en Estambul, Turquía

La arquitectura bizantina evolucionó a partir de la arquitectura romana. Con el tiempo, surgió un estilo que incorporaba influencias del Cercano Oriente y la planta de cruz griega para el diseño de las iglesias. Además, el ladrillo sustituyó a la piedra, el orden clásico se respetó menos estrictamente, los mosaicos sustituyeron a la decoración tallada y se erigieron complejas cúpulas.
Uno de los grandes avances en la historia de la arquitectura occidental se produjo cuando los arquitectos de Justiniano I inventaron un complejo sistema que permitía pasar sin problemas de la planta cuadrada de la iglesia a la cúpula (o cúpulas) circular mediante escuadras o pechinas. El principal ejemplo de la arquitectura religiosa bizantina temprana es la Santa Sofía de Estambul.

### Arquitectura medieval europea

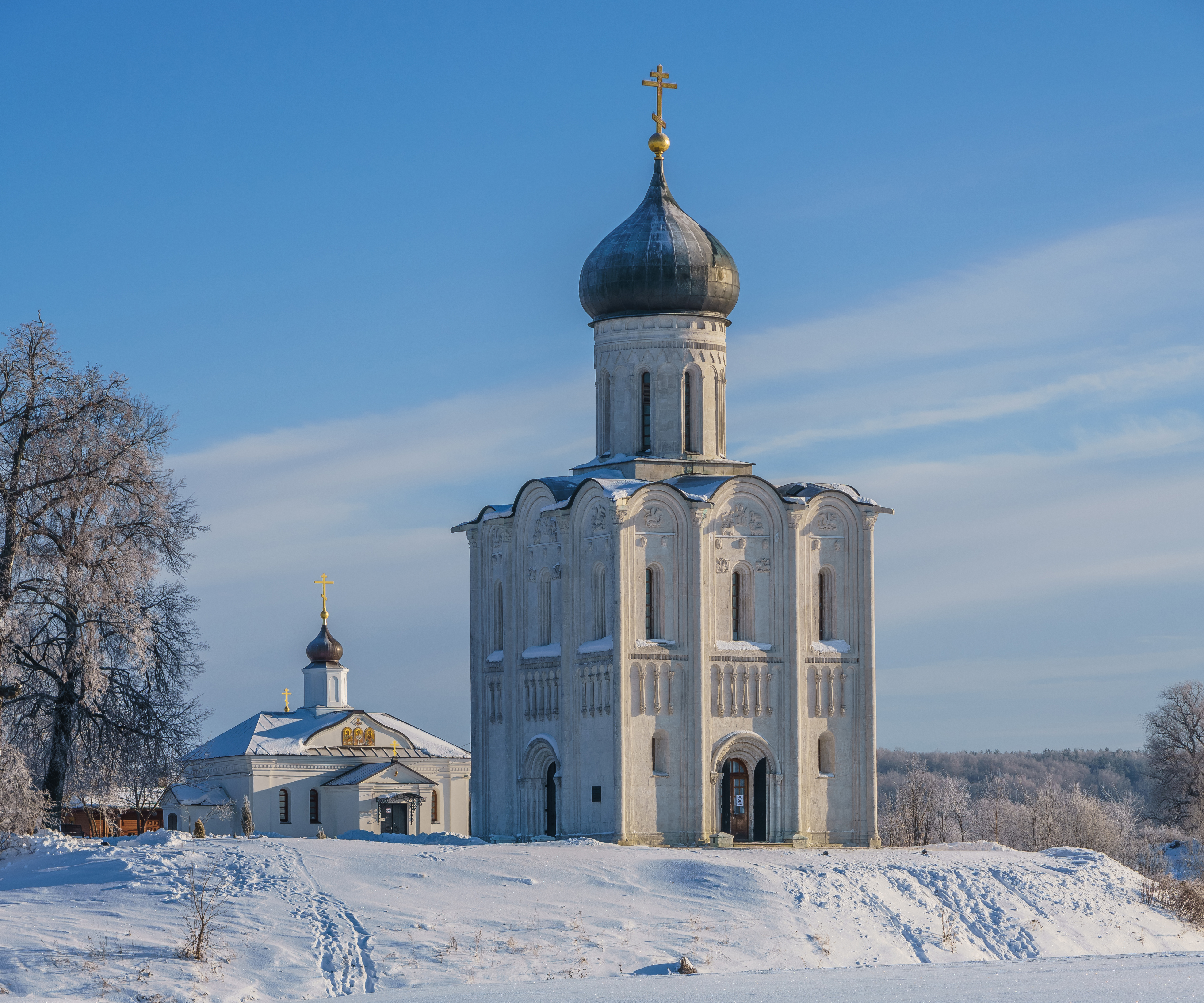
Iglesia de la Intercesión en el Nerl, cerca de la ciudad de Vladimir, Rusia.

La arquitectura religiosa de las iglesias cristianas de la Edad Media presentaba la planta de cruz latina, que toma como modelo principal la basílica romana con desarrollos posteriores. Consta de una nave, transepto, y el altar se sitúa en el extremo este. Además, las catedrales influenciadas o encargadas por Justiniano I empleaban el estilo bizantino de cúpulas y una cruz griega (que se asemeja a un signo más), centrando la atención en el altar en el centro de la iglesia. La Iglesia de la Intercesión en el Nerl es un excelente ejemplo de la arquitectura ortodoxa rusa en la Edad Media. La iglesia de madera de Urnes (Urnes stavkyrkje) en Noruega es un magnífico ejemplo de iglesia de madera medieval.

### Arquitectura gótica

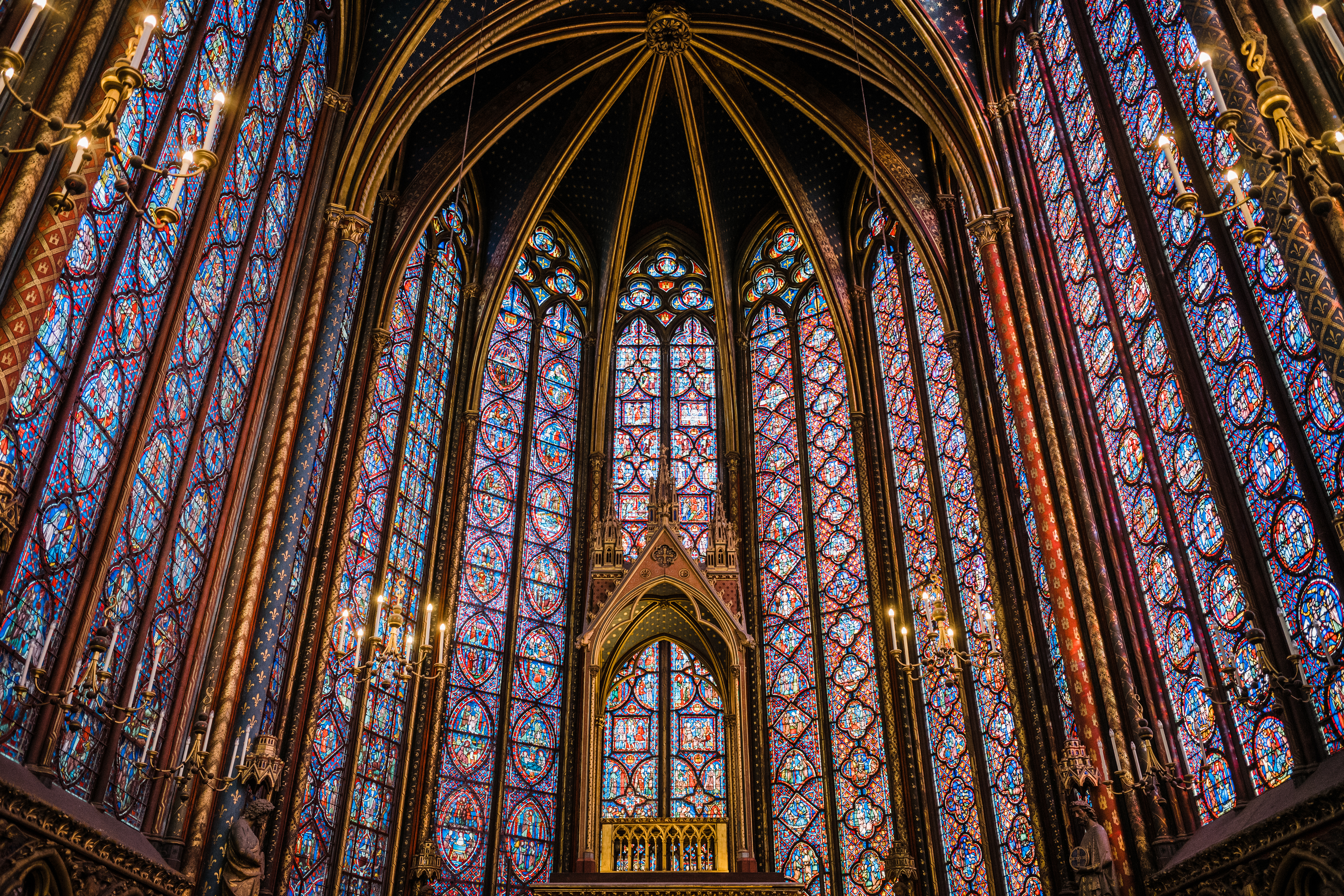
Interior de la Sainte-Chapelle (París).

La arquitectura gótica se asocia especialmente con las catedrales y otras iglesias, que florecieron en Europa durante el período alto y tardomedieval. Con origen en la Francia del siglo XII, fue conocida durante el período como Opus Francigenum ("obra francesa"). El estilo se originó en la iglesia abacial de Saint-Denis en Saint-Denis, cerca de París. Otras estructuras religiosas góticas notables son Notre-Dame de París, la Catedral de Nuestra Señora de Amiens y la Catedral de Chartres.

### Arquitectura renacentista

La Catedral de Florencia, Italia.

El Renacimiento trajo consigo un retorno de la influencia clásica y un nuevo énfasis en la claridad racional. La arquitectura renacentista representa un renacimiento consciente de la arquitectura romana con su simetría, proporciones matemáticas y orden geométrico. El plan de Filippo Brunelleschi para la cúpula de la Catedral de Florencia en 1418 fue uno de los primeros diseños arquitectónicos religiosos importantes de la arquitectura renacentista italiana.

### Arquitectura barroca

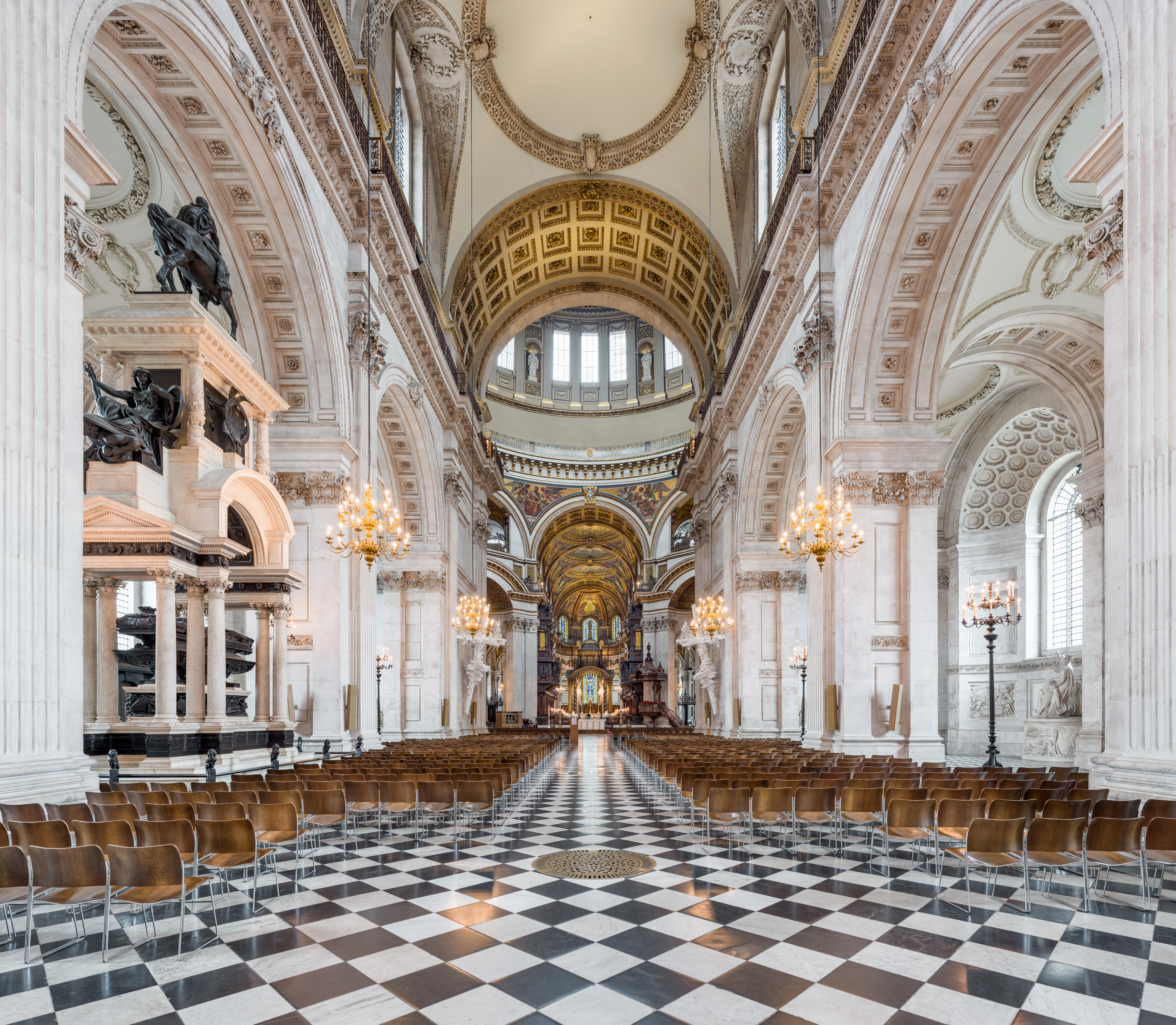
Interior de la Catedral de San Pablo (Londres).

La evolución del Renacimiento al Barroco se experimentó sobre todo en el arte y la arquitectura religiosa. La mayoría de los historiadores de la arquitectura consideran el diseño de Miguel Ángel de la Basílica de San Pedro en Roma como un precursor del estilo barroco; éste puede reconocerse por unos espacios interiores más amplios (que sustituyen a las largas y estrechas naves), una atención más lúdica a la luz y la sombra, una amplia ornamentación, grandes frescos, un enfoque en el arte interior y, con frecuencia, un dramático saliente exterior. El ejemplo más importante de la arquitectura barroca fue la Iglesia de Santa Susana, obra de Carlo Maderno. La Catedral de San Pablo de Londres, obra de Christopher Wren, se considera el principal ejemplo de la influencia más bien tardía del Estilo barroco en Inglaterra.

### Templos mormones

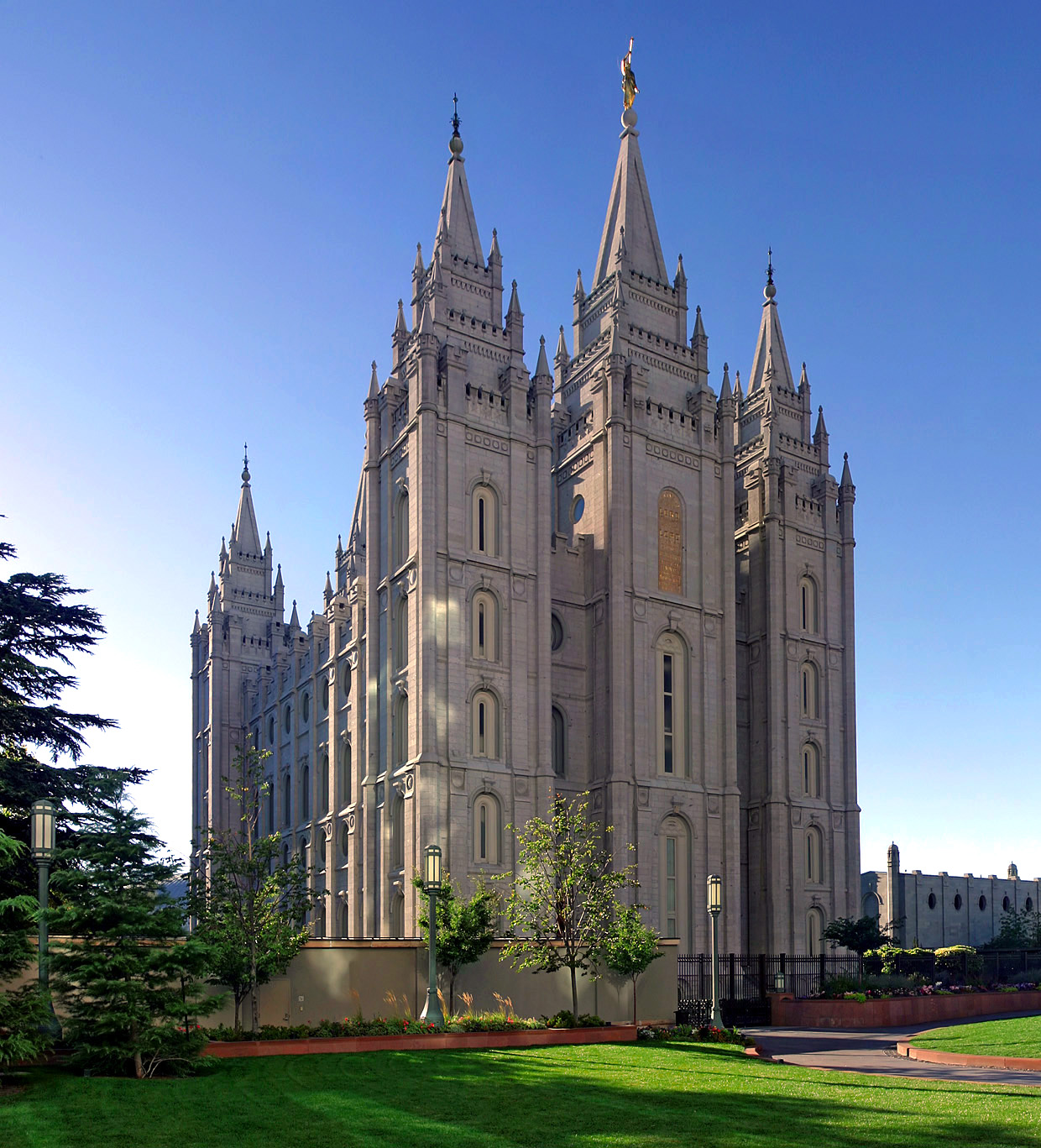
Templo de Salt Lake City, en Utah, EE. UU.

Los templos de La Iglesia de Jesucristo de los Santos de los Últimos Días ofrecen una visión única del diseño, ya que ha cambiado desde la sencilla estructura parecida a una iglesia del Templo de Kirtland construido en la década de 1830, hasta la arquitectura almenada. Desde el estilo renacimiento gótico de los primeros templos de Utah, hasta las docenas de templos modernos construidos en la actualidad.  
Los primeros templos, y algunos templos modernos, tienen una sala de reunión del sacerdocio con dos conjuntos de púlpitos en cada extremo de la sala, con sillas o bancos que pueden ser alterados para mirar hacia cualquier lado.  La mayoría de los templos, aunque no todos, tienen la reconocible estatua del Ángel Moroni sobre una aguja.  El Templo de Nauvoo y el Templo de Salt Lake están adornados con piedras simbólicas que representan varios aspectos de la fe.

### Arquitecturas modernas y posmodernas

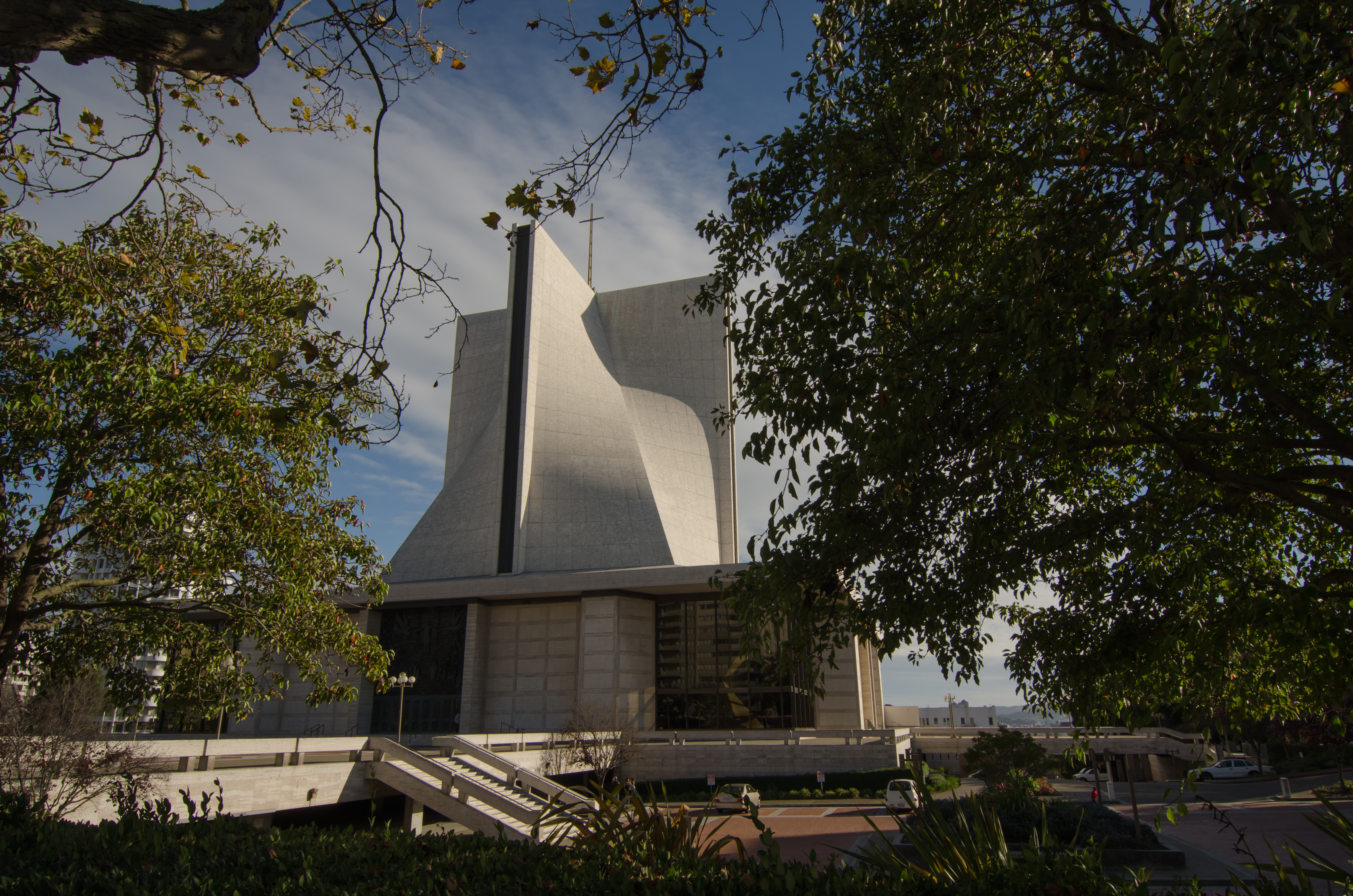
Catedral de Santa María de la Asunción en San Francisco, EE. UU..

La arquitectura moderna abarca varios estilos con características similares que se traducen en la simplificación de las formas y la eliminación del ornamento. Entre los arquitectos modernistas más influyentes de principios y mediados del siglo XX se encuentran Dominikus Böhm, Rudolf Schwarz, y Auguste Perret. Aunque las estructuras seculares tuvieron claramente la mayor influencia en el desarrollo de la arquitectura moderna, se pueden encontrar varios ejemplos excelentes de arquitectura moderna en edificios religiosos del siglo XX. Por ejemplo, el Unity Temple de Chicago es una congregación Universalista Unitaria diseñada por Frank Lloyd Wright. La Capilla de Cadetes de la Academia de las Fuerzas Aéreas de Estados Unidos, iniciada en 1954 y terminada en 1962, fue diseñada por Walter Netsch y es un excelente ejemplo de arquitectura religiosa moderna. Se ha descrito como una "falange de cazas" girada sobre sus colas y apuntando hacia el cielo. En 1967, el arquitecto Pietro Belluschi diseñó la sorprendentemente moderna Cathedral of St. Mary of the Assumption (San Francisco), la primera catedral católica de Estados Unidos destinada a ajustarse al Vaticano II.
La arquitectura posmoderna puede describirse como una estética sin disculpas en la que los estilos chocan, la forma existe por sí misma y abundan las nuevas formas de ver los estilos y el espacio conocidos. El El Templo de Independence, Misuri, fue concebido por el arquitecto japonés Gyo Obata a partir del concepto del nautilus con cámara. La Catedral de Nuestra Señora de los Ángeles católica (Los Ángeles) fue diseñada en 1998 por José Rafael Moneo en estilo posmoderno. La estructura evoca la herencia hispana de la zona mediante el uso de colores de adobe, a la vez que combina una forma moderna y descarnada con algunos elementos tradicionales. La Basílica de Nuestra Señora de Licheń por otro lado es un edificio mucho más tradicional. Diseñada por Barbara Bielecka y construida entre 1994 y 2004, su forma incluye referencias a varias estructuras polacas. Las columnas poseen una esbeltez y delicadeza inspiradas en las de la corte renacentista del Castillo de Wawel en Cracovia, mientras que la enorme aguja de 420 pies que se levantará junto a la basílica tiene un parecido más que accidental con la aguja barroca que adorna el monasterio de Jasna Gora de Czestochowa, hogar de la Virgen Negra.

## Islam

### Arquitectura islámica temprana

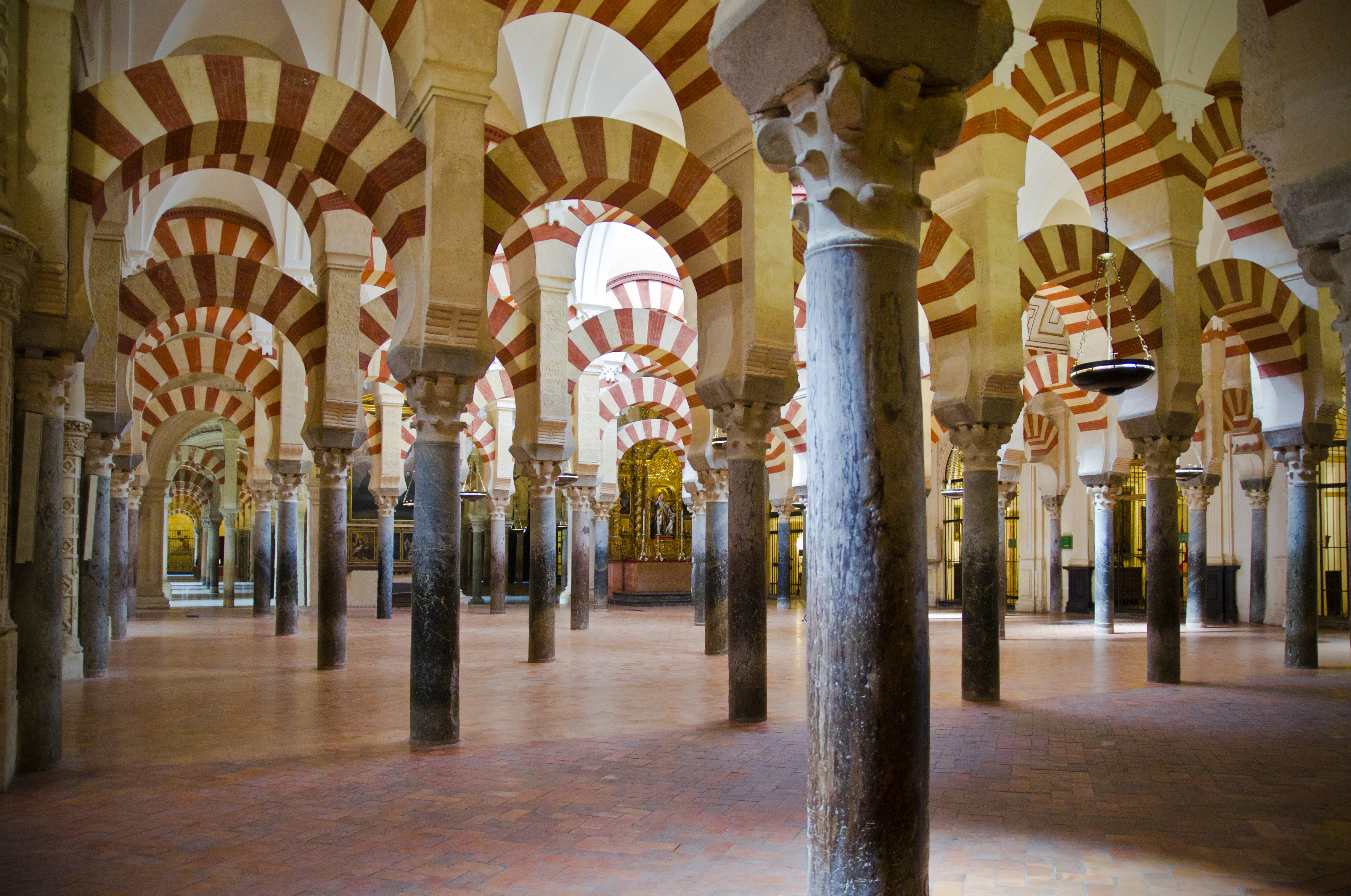
Interior de la Mezquita, una mezquita-catedral hipóstila con columnas dispuestas en cuadrícula, en Córdoba, España

La arquitectura bizantina tuvo una gran influencia en la primera arquitectura islámica con sus característicos arcos de herradura, bóveda y cúpulas. Se han desarrollado muchas formas de mezquitas en diferentes regiones del mundo islámico. Entre los tipos de mezquitas más destacados se encuentran las primeras mezquitas abbasíes, las mezquitas de tipo T y las mezquitas de cúpula central de Anatolia.
Los primeros estilos de la arquitectura islámica produjeron mezquitas de "planta árabe" o hipóstilas durante la dinastía omeya. Estas mezquitas siguen una planta cuadrada o rectangular con un patio cerrado y una sala de oración cubierta. La mayoría de las primeras mezquitas hipóstilas tenían techos planos para la sala de oración, lo que requería numerosas columnas y soportes. La Mezquita en Córdoba, España fue construida como una mezquita hipóstila sostenida por más de 850 columnas. Las mezquitas de planta árabe continuaron bajo la dinastía Abasida.

### Arquitectura otomana
El Otomanos introdujo las mezquitas de "cúpula central" en el siglo XV, que tienen una gran cúpula centrada sobre la sala de oración. Además de tener una gran cúpula en el centro, a menudo hay cúpulas más pequeñas que existen fuera del centro sobre la sala de oración o en el resto de la mezquita, en las zonas donde no se realiza la oración. La mezquita Cúpula de la Roca de Jerusalén es quizá el ejemplo más conocido de mezquita con cúpula central.

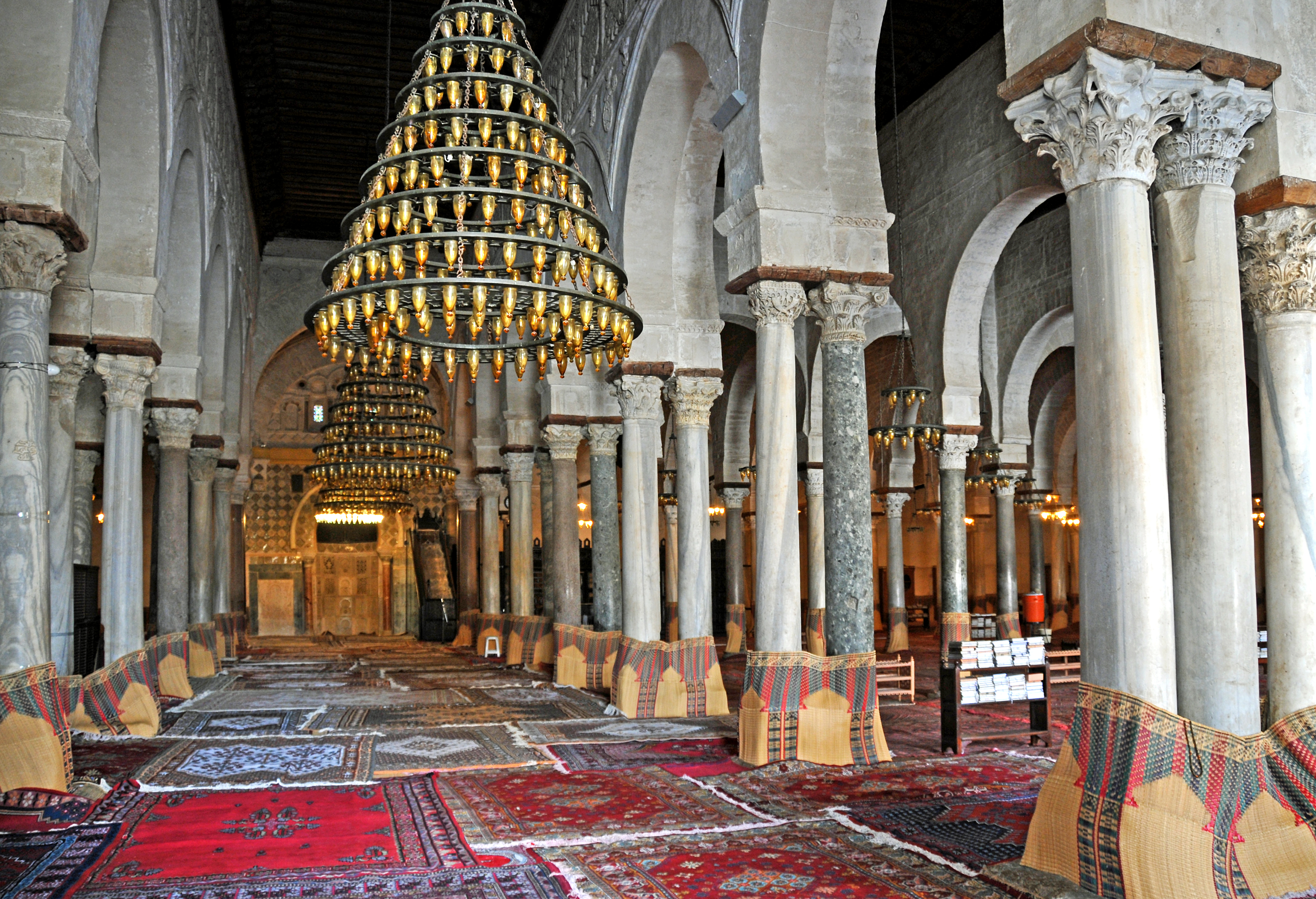
La Gran Mezquita de Kairouan (Túnez) construida en el año 670 muestra una considerable influencia bizantina

### Arquitectura sacra iraní
Las "mezquitas iwan" destacan por sus cámaras abovedadas e iwan, que son espacios abovedados abiertos en un extremo. En las mezquitas iwan, uno o varios iwan dan a un patio central que sirve de sala de oración. El estilo representa un préstamo de la arquitectura iraní preislámica y se ha utilizado casi exclusivamente para las mezquitas de Irán. Muchas mezquitas iwan son templos del fuego convertidos en Zoroastriano en los que el patio se utilizaba para albergar el fuego sagrado. En la actualidad, ya no se construyen mezquitas iwan. La Mezquita del Sha en Isfahán, Irán es un ejemplo clásico de mezquita iwan.

### Los rasgos y estilos característicos
Una característica común en las mezquitas es el minarete, la torre alta y esbelta que suele estar situada en una de las esquinas de la estructura de la mezquita. La parte superior del minarete es siempre el punto más alto en las mezquitas que lo tienen, y a menudo el punto más alto en el área inmediata. Las primeras mezquitas no tenían minaretes, e incluso hoy en día los movimientos islámicos más conservadores, como el Wahhabis, evitan construir minaretes, por considerarlos ostentosos e innecesarios. El primer minarete se construyó en el año 665 en Basora durante el reinado de los omeyas califa Muawiyah I. Muawiyah fomentó la construcción de minaretes, ya que se suponía que equiparaban a las mezquitas con las iglesias cristianas con sus campanarios. En consecuencia, los arquitectos de las mezquitas tomaron prestada la forma del campanario para sus minaretes, que se utilizaban esencialmente para el mismo fin: llamar a los fieles a la oración.

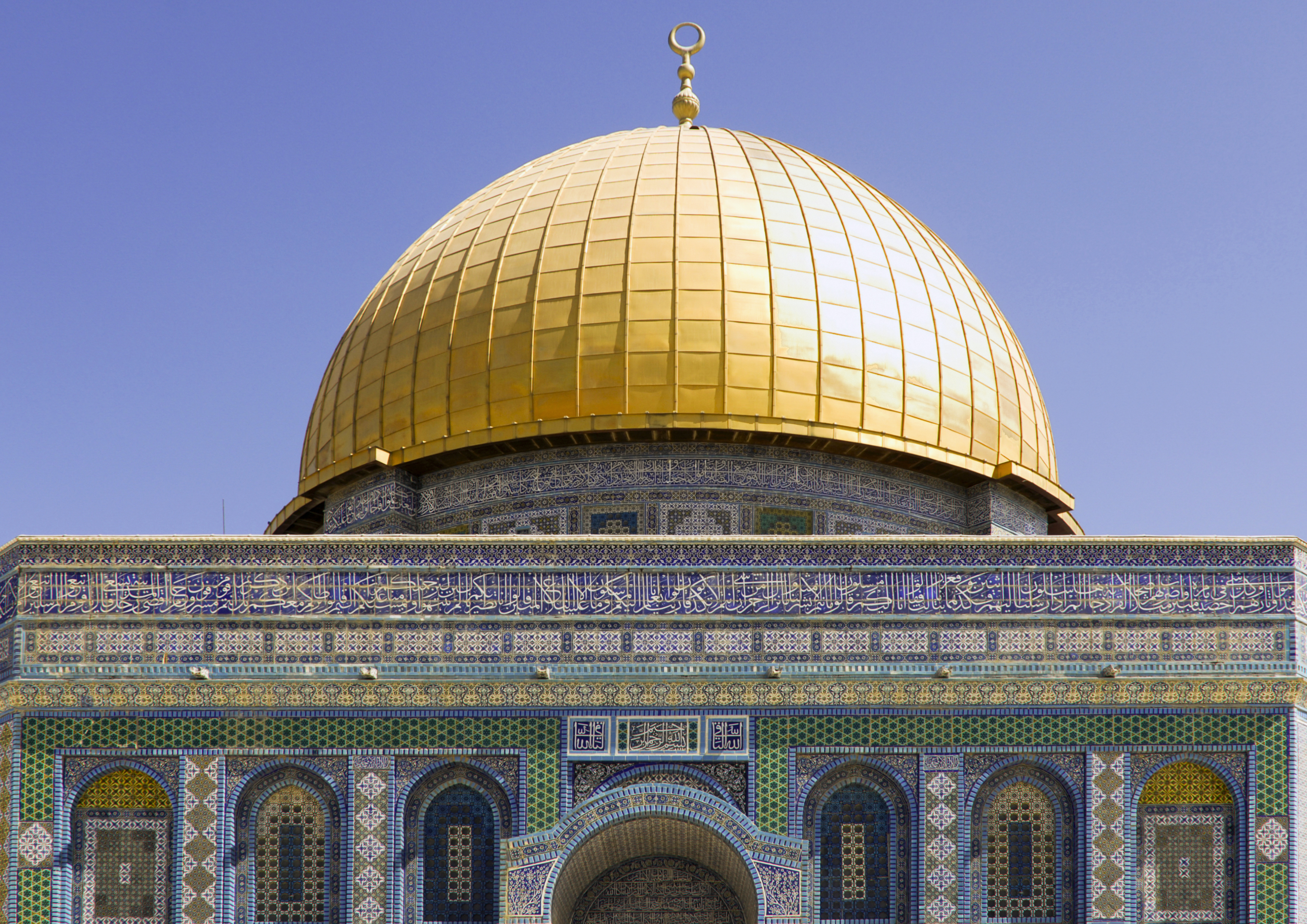
La Cúpula de la Roca de Jerusalén es una notable cúpula islámica.

Las cúpulas han sido un distintivo de la arquitectura islámica desde el siglo VII. Con el paso del tiempo, el tamaño de las cúpulas de las mezquitas aumentó, pasando de ocupar sólo una pequeña parte del tejado cerca del mihrab a abarcar todo el tejado por encima de la sala de oración. Aunque las cúpulas tenían normalmente forma de semiesfera, los mogoles de la India popularizaron las cúpulas con forma de cebolla en Asia meridional y Persia.
La sala de oración, también conocida como musalla, carece de mobiliario; no hay sillas ni bancos en la sala de oración. Las salas de oración no contienen imágenes de personas, animales ni figuras espirituales, aunque pueden estar decoradas con caligrafía árabe y versos del Corán en las paredes.
Normalmente, frente a la entrada de la sala de oración se encuentra el muro de la qibla, que es la zona visualmente más destacada dentro de la sala de oración. El muro de la qibla suele estar colocado perpendicularmente a una línea que lleva a La Meca. Los adoradores rezan en filas paralelas al muro de la qibla y, por tanto, se colocan de forma que miran a La Meca. En el muro de la qibla, normalmente en su centro, se encuentra el mihrab, un nicho o depresión que indica el muro de la qibla. Normalmente, el mihrab tampoco está ocupado por muebles. A veces, sobre todo durante la oración del viernes, se coloca un minbar o púlpito elevado a un lado del mihrab para que un jatib u otro orador ofrezca un sermón (khutbah). El mihrab es el lugar donde el imán dirige las cinco oraciones diarias de forma regular.
Las mezquitas suelen tener fuentes de ablución u otras instalaciones para lavarse en sus entradas o patios. Sin embargo, los fieles de mezquitas mucho más pequeñas suelen tener que utilizar los baños para realizar sus abluciones. En las mezquitas tradicionales, esta función suele elaborarse en un edificio independiente en el centro de un patio. Las mezquitas modernas pueden tener una variedad de servicios disponibles para sus congregantes y la comunidad, como clínicas de salud, bibliotecas y gimnasios.